# アンバール県
アンバール県（アンバールけん、アラビア語：محافظة الأنبار Muḥāfaẓat al-'Anbār）は、イラクの県。県都はラマーディー。

## 歴史
1962年以前は、この地方に住むアラブ有数の大部族であるドゥライム部族にちなんでドゥライム県と呼ばれていた。1976年以前は県都ラマーディーにちなみラマーディー県と呼ばれていたが、同年、ファルージャ近郊に遺跡がある古代都市アンバールにちなんでアンバール県と改称した。アンバールとは「穀倉」を意味する。
ドゥライム部族は、イラク国内では西部のアンバール県を中心に約300万人を抱え、そのほとんどがスンニ派であり、イラク戦争後のアメリカ軍の占領に抵抗してきた。2004年にはファルージャの戦闘が起きた。

## 地理
イラクで最も面積の大きい県。シリア、ヨルダン、サウジアラビアと国境を接している。
隣接する県は、北にニーナワー県、東北にサラーフッディーン県、東にバグダード県、東南東にバービル県、東南にカルバラー県、南東にナジャフ県の6つ。
ユーフラテス川西岸の都市ファルージャもアンバール県に属する。